# 第12回JSLカップ
第12回JSLカップ（だい12かいJSLカップ）は、1987年7月5日から7月19日に行われた日本サッカーリーグ主催の大会である。大会はJSL1部、2部に所属する全28チーム参加によるトーナメント方式で争われた。決勝は名古屋市瑞穂公園球技場で行われ、優勝は日本鋼管サッカー部であった。

## 出場クラブ

### JSL1部
- 読売サッカークラブ
- 日本鋼管サッカー部
- 三菱重工業サッカー部
- 古河電気工業サッカー部
- 日産自動車サッカー部
- ヤンマーディーゼルサッカー部
- マツダサッカークラブ
- フジタ工業クラブサッカー部
- 本田技研工業サッカー部
- ヤマハ発動機サッカー部
- 住友金属工業蹴球団
- トヨタ自動車サッカー部

### JSL2部
- 松下電器産業サッカー部
- 日立製作所サッカー部
- 田辺製薬サッカー部
- 西濃運輸サッカー部
- 東芝サッカー部
- 大阪ガスサッカー部
- 甲府サッカークラブ
- コスモ石油サッカー部
- 新日本製鐵サッカー部
- 富士通サッカー部
- 全日空横浜サッカークラブ
- 川崎製鉄水島サッカー部
- 東邦チタニウムサッカー部
- NTT関西サッカー部
- NTT関東サッカー部
- マツダオート広島サッカー部

## 試合

### 1回戦
- 富士通 2-0 川崎製鉄水島
- 三菱重工 1-1（PK4-3）トヨタ自動車
- 東芝 4-0 甲府クラブ
- ヤマハ発動機 3-0 東邦チタニウム
- 日本鋼管 4-0 西濃運輸
- フジタ工業 4-0 田辺製薬
- 全日空 3-2 NTT関西
- 松下電器 3-0 大阪ガス
- 読売クラブ 1-3 住友金属
- マツダオート広島 2-2（PK5-4）NTT関東
- 日立製作所 3-0 コスモ石油

### 2回戦
- 本田技研 3-1 富士通
- 三菱重工 1-0 マツダ
- 東芝 1-0 ヤマハ発動機
- 日本鋼管 1-1（PK5-4）日産自動車
- 古河電工 1-0 フジタ工業
- 全日空 1-0 松下電器
- 住友金属 7-1 マツダオート広島
- 日立製作所 0-4 ヤンマー

### 準々決勝
- 本田技研 3-0 三菱重工
- 東芝 0-3 日本鋼管
- 古河電工 1-1（PK7-8）全日空
- 住友金属 2-1 ヤンマー

### 準決勝
- 本田技研 0-3 日本鋼管
- 全日空 0-0 （PK3-4）住友金属

### 決勝
| 1987年7月19日 13:30 |

| 日本鋼管                                  | 3 - 1 | 住友金属      |
| 田村勝善 61分 松浦敏夫 71分 浅岡朝泰 78分 |       | 手倉森浩 89分 |

| 名古屋市瑞穂公園球技場 |